# Li Zhenhuan
Li Zhenhuan (chiń. 李震环; ur. 4 stycznia 1991) – chińska skoczkini narciarska, brązowa medalistka zimowej uniwersjady w 2009 roku.

## Uniwersjada
- Yabuli 2009 indywidualnie K-90 - 3. miejsce